# 32-я смешанная авиационная дивизия
32-я смешанная авиацио́нная диви́зия (32-я сад) — авиационное воинское соединение истребительной авиации Вооружённых сил СССР в Великой Отечественной войне.

## Наименования дивизии
- 32-я смешанная авиационная дивизия;
- 32-я истребительная авиационная дивизия;
- 32-я истребительная авиационная Краснознамённая дивизия;
- 32-я бомбардировочная авиационная Краснознамённая дивизия;
- Полевая почта 65340 (до 1960 года).

| И-153 | И-16 | ЛаГГ-3 |

## Формирование дивизии
32-я смешанная авиационная дивизия сформирована в августе 1940 года на основании Постановления Совета Народных Комиссаров СССР

## Переформирование дивизии
32-я смешанная авиационная дивизия 15 августа 1942 года преобразована в 32-ю истребительную авиационную дивизию.

## В действующей армии
В составе действующей армии не входила

## Состав дивизии
На 22 июня 1941 года
Управление — Спаск-Дальний
36-й скоростной бомбардировочный авиационный полк — Красный Кут
47-й истребительный авиационный полк — Камень-Рыболов
55-й скоростной бомбардировочный авиационный полк — Воскресенка
77-й штурмовой авиационный полк — Ляличи
78-й штурмовой авиационный полк — Воскресенка, Хороль
| Части                                             | Период                  |
| ------------------------------------------------- | ----------------------- |
| 36-й скоростной бомбардировочный авиационный полк | 15.08.1940 — н/д        |
| 47-й истребительный авиационный полк              | 15.08.1940 — 05.09.1941 |
| 47-й истребительный авиационный полк              | 02.08.1942 — 15.08.1942 |
| 48-й истребительный авиационный полк              | 30.07.1940 — 19.07.1941 |
| 55-й штурмовой авиационный полк                   | 15.08.1940 — н/д        |
| 78-й скоростной бомбардировочный авиационный полк | 01.08.1940 — 05.07.1941 |
| 77-й штурмовой авиационный полк                   | 1940 — н/д              |
| 304-й истребительный авиационный полк             | 06.1941 — 15.08.1942    |
| 535-й истребительный авиационный полк             | 26.09.1941 — 15.08.1942 |
| 528-й истребительный авиационный полк             | 01.09.1941 — 15.08.1942 |
| Краснокутский штурмовой авиационный полк          | 28.08.1941 — 26.09.1941 |

## В составе соединений и объединений
| Дата            | Фронт (округ)         | Армия                         | Корпус |
| --------------- | --------------------- | ----------------------------- | ------ |
| 13.03.1942 года | Дальневосточный фронт | ВВС 1-й Краснознамённой армии | -      |
| 15.08.1942 года | Дальневосточный фронт | 9-я воздушная армия           | -      |

## Командиры дивизии
| Звание                  | Имя                         | Период                  | Примечание |
| ----------------------- | --------------------------- | ----------------------- | ---------- |
| Подполковник            | Шалимов Виктор Михайлович   | 27.05.1941 — 22.10.1941 |            |
| Подполковник, полковник | Федоренко Георгий Семёнович | 01.03.1942 — 15.08.1942 |            |

## Базирование
Дивизия базировалась на аэродроме Спасск-Дальний.